# Nobby-Nunatak
Der Nobby-Nunatak (von englisch [k]nobby ‚knotig‘) ist ein etwa 270 m (nach anderer Darstellung 885 m) hoher Nunatak auf der Trinity-Halbinsel am nordöstlichen Ende der Antarktischen Halbinsel. Er ragt 1,5 km südlich des Boeckella-Sees und ebensoweit östlich des Mount Flora auf. 
Eine von Johan Gunnar Andersson geführte Mannschaft erkundete dieses Gebiet erstmals im Zuge der Schwedischen Antarktisexpedition (1901–1903) unter der Leitung Otto Nordenskjölds. Der Falkland Islands Dependencies Survey kartierte den Nunatak 1945 und gab ihm seinen deskriptiven Namen.